# Ni una menos (Perú)
«Ni una menos» (estilizado #NiUnaMenos) es un movimiento social de protesta feminista autoconvocado por redes sociales,  cuyo fin principal fue el rechazo a los feminicidios y a la violencia contra las mujeres en el Perú. Asimismo, se exigió la implementación de políticas públicas desde el estado que previnieran estos delitos y el establecimiento de un trato adecuado a las mujeres víctimas de la violencia de género. El movimiento, formado en el año 2016, realizó una multitudinaria marcha en Lima el 13 de agosto de ese mismo año, la cual fue replicada en múltiples movilizaciones simultáneas al interior del país y del extranjero. Esta es considerada, hasta el día de hoy, como la marcha más grande realizada en el Perú.

## Contexto
Según una encuesta de 2014 del Instituto Nacional de Estadística e Informática del Perú, el 32,3% de las mujeres peruanas en algún momento experimentaron violencia física por parte de su cónyuge o pareja y el 11,9% las había experimentado en los últimos 12 meses. La Defensoría del Pueblo del Perú ha estimado que cada mes 10 mujeres son asesinadas por sus parejas. Un estudio realizado en 2015 por la misma oficina reveló que, desde enero de 2009 hasta octubre de 2015, se cometieron 795 femicidios, pero los tribunales solo emitieron 84 sentencias entre 2012 y 2015. En el 81% de los casos de intento de femicidio, las autoridades no tomaron medidas para proteger a la superviviente, y el 24% de las mujeres que acudieron al sistema de justicia peruano en busca de ayuda fueron asesinadas posteriormente por los mismos hombres de quienes habían buscado protección.
Por otro lado, de acuerdo al Ministerio de la Mujer y Poblaciones Vulnerables (MIMP), entre enero y septiembre de 2017 hubo 94 femicidios, 5 707 agresiones sexuales y 21 000 agresiones físicas. De los 5 707 agresiones sexuales, el 71,33% de las víctimas fueron niñas y adolescentes. En total, entre el 2010 y 2017, se registraron un total de 837 mujeres asesinadas y 1,172 tentativas de feminicidio en el país.

## Orígenes del movimiento
El movimiento social surge como muestra de indignación ante la liberación de la cárcel de Adriano Pozo Arias, pareja de la abogada Cindy Arlette Contreras Bautista, y de Rony García, pareja de la exbailarina, abogada y presentadora de televisión Lady Guillén. En julio de 2015, Pozo fue captado por un circuito de videovigilancia cuando atacaba a Cindy Contreras en un hotel en la ciudad de Ayacucho arrastrándola por los cabellos. La agresión le dañó una de sus piernas, lo que le requirió el uso de un bastón para poder desplazarse. El 22 de julio de 2016, un panel de tres jueces emitió una sentencia de prisión suspendida de un año contra Pozo y ordenó su puesta en libertad. Por otra parte, durante la primera mitad del 2012, la figura de Lady Guillén se volvió mediática a raíz de una serie de apariciones en los medios de comunicación con el rostro desfigurado y por diversas denuncias, realizadas por su familia, de secuestro y maltrato. La denuncias apuntaban a su pareja, el cantante de cumbia Rony García. En junio de ese mismo año, después de una violenta agresión física por parte del cantante, Guillén decidió denunciar los hechos de manera pública. El 18 de julio de 2016, Rony García recibió una pena de 4 años de prisión suspendida ante la indignación de la víctima.

## Marchas y movilizaciones

### 2016

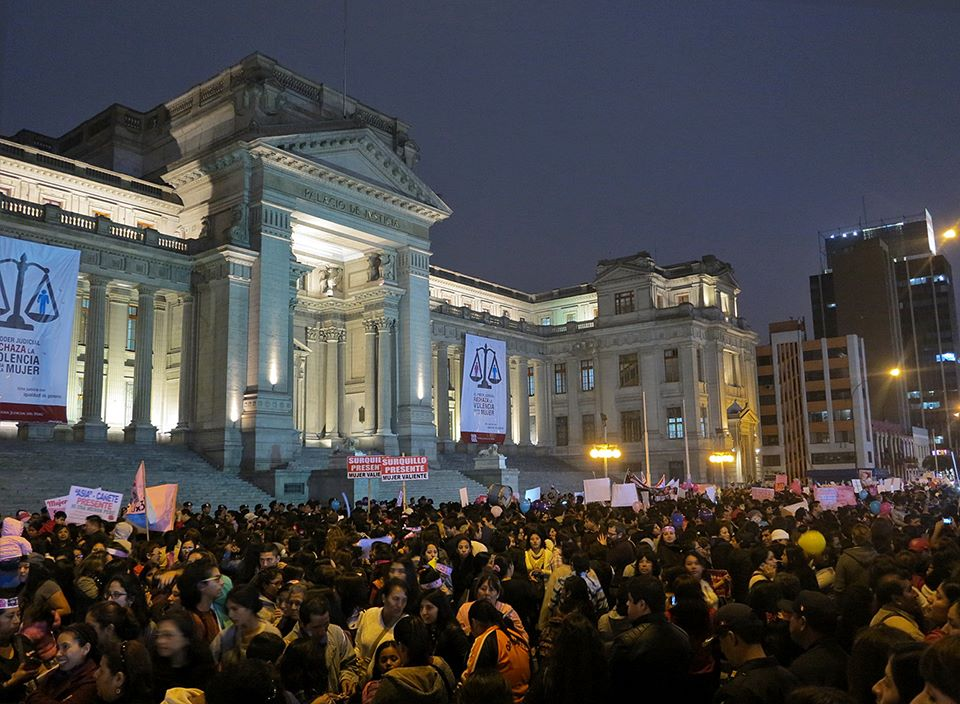
Las manifestantes frente al Palacio de Justicia en Lima.

La manifestación se convocó con los hashtags "#NiUnaMenos" y "#A13" y el eslogan "Tocan a una, tocan a todas". La marcha principal tuvo lugar en las calles de la ciudad de Lima el 13 de agosto de 2016. En paralelo, y en ocasiones de manera posterior, se realizaron múltiples movilizaciones en diversas regiones del Perú. Estas se dieron principalmente, aunque no de manera exclusiva, en las capitales de provincia del país.
  

Por otra parte, la comunidad de mujeres residentes en el extranjero fue convocada por Ni una menos Perú para sumarse a la marcha en sus lugares de residencia. En ese sentido, comunidades peruanas establecidas en países como México Colombia, Colombia, Estados Unidos (en ciudades como Miami, San Francisco y Nueva York), así como en Australia, China, Francia, Italia y otros territorios, se unieron a la convocatoria. A ella se sumaron personas comprometidas en la creación de redes de organización en sus respectivas ciudades con el objetivo de enfrentar la violencia de género. 

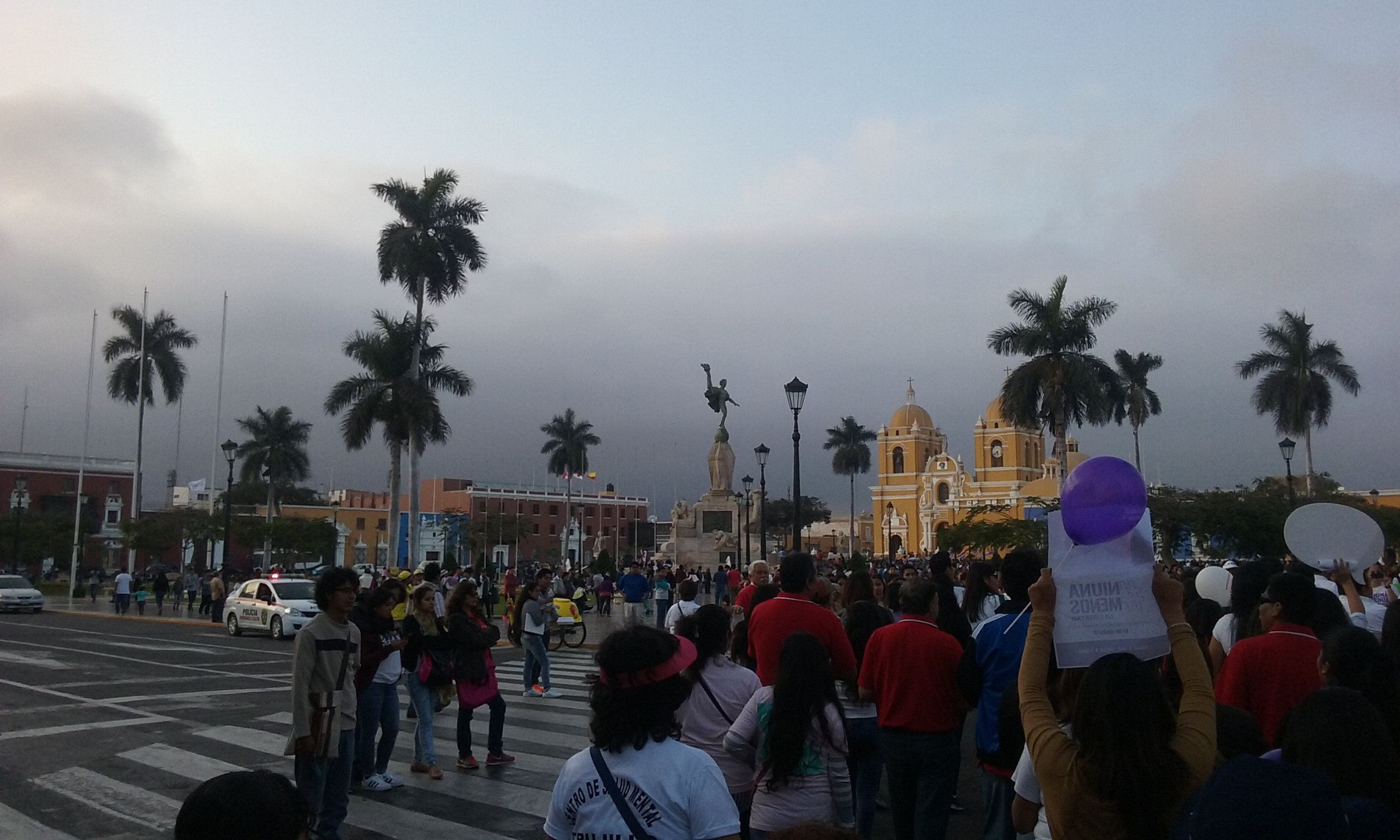
NiUnaMenos en la Plaza de Armas de Trujillo en 2016.

En la ciudad de Lima, la marcha comenzó en El Campo de Marte y se dirigió a la Plaza San Martín en el centro histórico, antes de terminar con una concentración frente al Palacio de Justicia. Asistieron aproximadamente entre 200,000 a 500,000 personas (aunque al menos un medio de noticias pone la cifra en 1 millón), llenando al menos treinta cuadras de longitud. La marcha fue liderada por Cindy Arlette Contreras Bautista, Lizeth Rosario Socla Guillén «Lady Guillén» y otras mujeres que sobrevivieron a la violencia. Hasta el día de hoy, es considerada como la marcha más grande de la historia peruana.

### 2017
El 25 de noviembre de 2017, NiUnaMenos convocó nuevamente a decenas de miles de personas para marchar contra la violencia hacia las mujeres. La marcha comenzó cerca del Palacio de Justicia y concluyó en la Plaza San Martín.

### 2018
El 2 de junio de 2018, después de la muerte de Eyvi Ágreda, una mujer de 22 años que fue quemada por su acosador, las personas manifestantes de NiUnaMenos fueron atacadas por la policía mientras se manifestaban frente al Palacio de Justicia de Lima exigiendo justicia en casos de femicidio y acabar con la impunidad.